# Pino Insegno
Giuseppe « Pino » Insegno (né à Rome le 30 août 1959) est un acteur italien, acteur vocal, comédien et animateur de télévision.
Depuis 1986, Pino Insegno est membre du quatuor comique Premiata Ditta. Il a également rencontré le succès en doublant des personnages dans la langue italienne et en présentant diverses émissions de télévision en Italie. 

## Biographie
Né à Rome, Pino Insegno a commencé sa carrière en 1981, puis en 1986, il est devenu membre de Premiata Ditta aux côtés de Roberto Ciufoli, Francesca Draghetti et Tiziana Foschi. Le groupe a réalisé divers sketches comiques sur scène, à la télévision et au cinéma, notamment en 1995 le film L'assassino è quello con le scarpe gialle. Il est également apparu dans le clip vidéo de la chanson Tu stasera non esci  des Gemelli Diversi sur leur deuxième album 4x4 . 
Entre le début et le milieu des années 2000, il a été l’un des quatre présentateurs de Premiata Teleditta aux côtés de ses trois collègues. En 2010, il a présenté l'émission Insegnami a sognare et de 2010 à 2013 la version italienne du jeu télévisé canado-français Action Réaction  pour Rai 1. Il a également présenté des spectacles pour Mediaset. 
Pino Insegno est aussi un acteur de doublage. Il est la voix italienne officielle de Will Ferrell,  Viggo Mortensen, Liev Schreiber et Sacha Baron Cohen. Il est bien connu pour avoir interprété Stan Smith dans la version italienne du papa américain et interprété les voix italiennes de Diego dans la série de films Ice Age et John Smith dans Pocahontas : Une légende indienne et Pocahontas 2 : Un monde nouveau, Le miroir magique des films de Shrek, et  plusieurs personnages des Simpsons.

### Vie privée
Du premier mariage avec l'actrice Roberta Lanfranchi (it), Pino Insegno a deux enfants et deux autres de sa deuxième épouse Alessia Navarro. Il est le frère aîné de l'acteur de doublage Claudio Insegno.

## Filmographie partielle

### Cinéma
- In punta di piedi (1984)
- Mezzo destro mezzo sinistro - 2 calciatori senza pallone (1985)
- A me mi piace (1985)
- I giorni randagi (1988)
- Le finte bionde (1989)
- L'assassino è quello con le scarpe gialle (1995)
- Gli angeli di Borsellino (2003)
- Il naso (2003)
- Ti stramo - Ho voglia di un'ultima notte da manuale prima di tre baci sopra il cielo (2008)
- Alta infedeltà (2010)
- Una donna per la vita (2011)
- Una notte agli studios (2013)
- Ovunque tu sarai (2017)

## Doublage

### Animation
- Stan Smith in American Dad![5]
- John Smith in Pocahontas
- John Smith in Pocahontas II: Journey to a New World
- Diego in Ice Age
- Diego in Ice Age: The Meltdown
- Diego in Ice Age: Dawn of the Dinosaurs
- Diego in Ice Age: Continental Drift
- Diego in Ice Age: Collision Course
- Lord Business / "The Man Upstairs" in The Lego Movie
- Lord Business / "The Man Upstairs" in The Lego Movie 2: The Second Part
- Sinbad in Sinbad: Legend of the Seven Seas
- Boog in Open Season
- Boog in Open Season 2
- Boog in Open Season 3
- Boog in Open Season: Scared Silly
- Chick Hicks in Cars
- Chick Hicks in Cars 3
- Magic Mirror in Shrek
- Magic Mirror in Shrek 2
- Magic Mirror in Shrek Forever After
- Hot Pots in The Wiggles
- Rafael in Rio
- Rafael in Rio 2
- Scooter Carrot in VeggieTales
- Louis in The Princess and the Frog
- Gomez Addams in The Addams Family
- Ranger in Free Birds
- Ned Flanders (2nd voice) / Moe Szyslak (2nd voice) in The Simpsons
- Cooking Channel Narrator in Ratatouille
- Big Daddy in Sing
- Elgin in Rango
- Stabbington brothers in Tangled
- King Peppy in Trolls
- Freaky Fred in Courage the Cowardly Dog

### Films
- Buddy Hobbs in Elf
- Jacobim Mugatu in Zoolander
- Jacobim Mugatu in Zoolander 2
- Ron Burgundy in Présentateur vedette : La Légende de Ron Burgundy
- Ron Burgundy in Anchorman 2: The Legend Continues
- Brennan Huff in Frangins malgré eux
- Rick Marshall in Le Monde (presque) perdu
- Harold Crick in L'Incroyable Destin de Harold Crick
- Jack Wyatt / Darrin Stephens in Ma sorcière bien-aimée
- Allen Gamble in The Other Guys
- Brad Whitaker in Daddy's Home
- Brad Whitaker in Daddy's Home 2
- Ricky Bobby in Ricky Bobby : Roi du circuit
- Big Earl in Starsky & Hutch
- Sherlock Holmes in Holmes & Watson
- James King in En taule : Mode d'emploi
- Franz Liebkind in Les Producteurs
- Cam Brady in Moi, député
- Kevin in Les Stagiaires
- Hobie in Melinda et Melinda
- Chazz Michael Michaels in Les Rois du patin
- Jackie Moon in Semi-pro
- Aragorn in The Lord of the Rings: The Fellowship of the Ring
- Aragorn in The Lord of the Rings: The Two Towers
- Aragorn in The Lord of the Rings: The Return of the King
- Borat Sagdiyev in Borat
- Brüno Gehard in Brüno
- Ali G in Ali G Indahouse
- Admiral General Aladeen / Efawadh in The Dictator
- Frank Hopkins in Hidalgo
- Tom Stall in A History of Violence
- Sigmund Freud in A Dangerous Method
- Victor Creed in X-Men Origins: Wolverine
- Vincent Campbell in The Last Days on Mars
- Stuart Besser in Kate et Léopold
- Muhammad Ali in Ali
- Marty Baron in Spotlight
- Nikolai Luzhin in Les Promesses de l'ombre
- Everett Hitch in Appaloosa
- Old Bull Lee in Sur la route
- Chester MacFarland in The Two Faces of January
- Ben Cash in Captain Fantastic
- Inspector Gustave Dasté in Hugo Cabret
- Monsieur Thénardier in Les Misérables
- Colonel Alexander Vosch in The 5th Wave
- Theodore Winter in Salt
- Bobby Lincoln in L'Intégriste malgré lui
- Lyndon B. Johnson in Le Majordome
- Dovi in Apprenti Gigolo
- Boris Spassky in Le Prodige
- Kyle Alan Nobby Butcher in Grimsby : Agent trop spécial
- Time in Alice de l'autre côté du miroir
- Dignam in The Departed
- Elliot Moore in Phénomènes
- Max Payne in Max Payne
- Cinna in The Hunger Games
- Cinna in The Hunger Games: L'Embrasement
- Andy Hanson in 7 h 58 ce samedi-là
- Caesar in La Planète des singes : Les Origines

### Jeux vidéo
- Ethan Mars in Heavy Rain
- Aragorn in The Lord of the Rings: The Two Towers
- Aragorn in The Lord of the Rings: The Third Age
- Chen Stormstout in World of Warcraft